# Фушунь
Фушу́нь (кит. трад. 撫順, упр. 抚顺, пиньинь Fǔshùn) — городской округ в провинции Ляонин (северо-восточный Китай), в 45 км к востоку от Шэньяна.

## Географическое положение

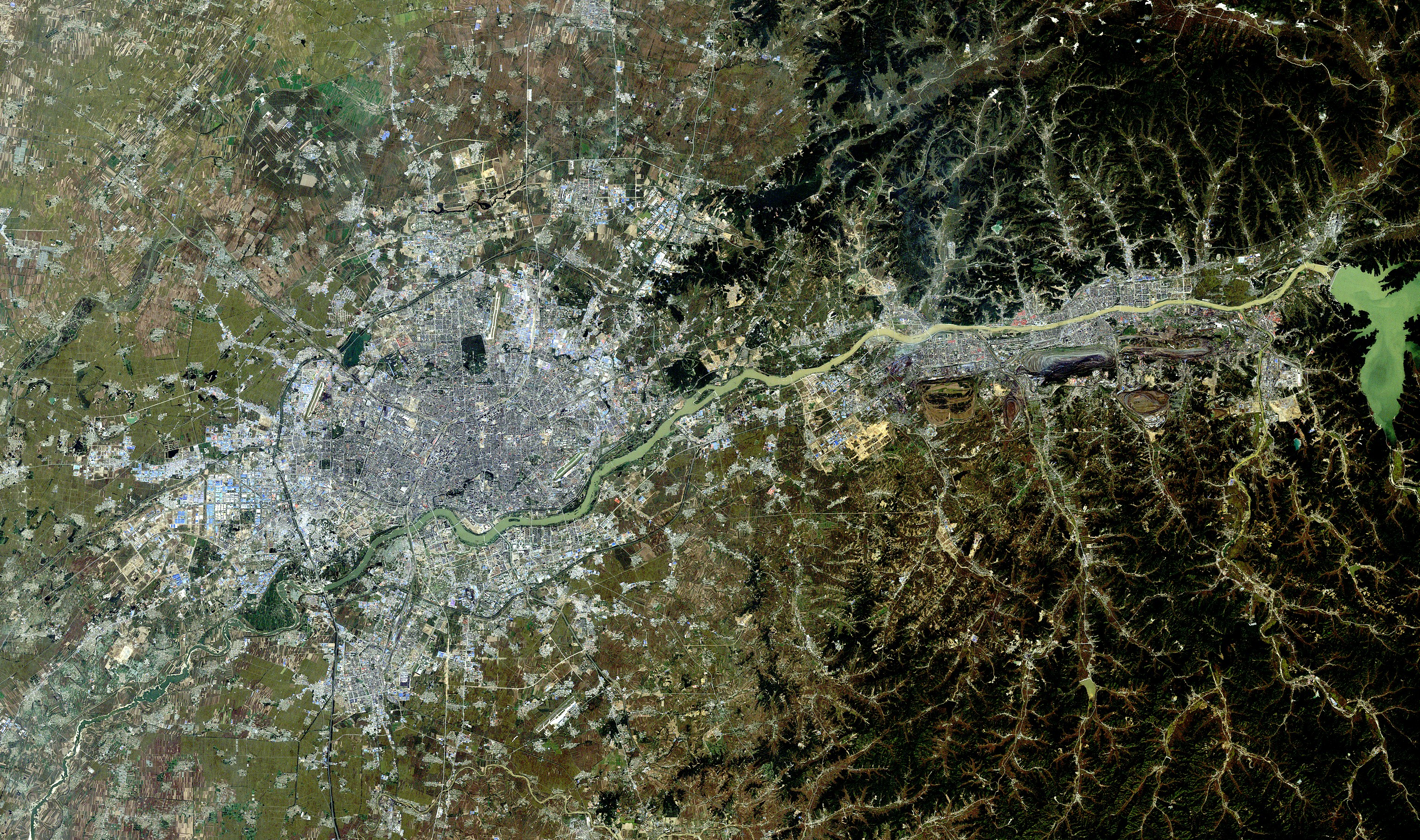
Спутниковое изображение городской агломерации Шэньян — Фушунь (бо́льшая западная часть — это Шэньян, восточная — Фушунь, спутник LandSat-5, 29-09-2010)

Городской округ вытянут с запада на восток вдоль реки Хуньхэ почти на 30 км при ширине 4-8 км.

## История
Фушунь был основан в 1384 году, название (抚顺) было взято из первых иероглифов двучленной фразы «抚绥边疆，顺导夷民» («поддерживать спокойствие на границе, руководить варварскими народностями»). Впоследствии именно здесь находилась столица первого маньчжурского государства Поздняя Цзинь.
В 1937 году урбанизированная часть уезда Фушунь была выделена в город Фушунь. В 1947 году город Фушунь был расформирован, а его земли опять перешли под юрисдикцию уезда Фушунь. В 1948 году город Фушунь был образован вновь, став городом центрального подчинения.
В 1954 году провинции Ляодун и Ляоси были объединены в провинцию Ляонин, и Фушунь стал городом провинциального подчинения.

## Административно-территориальное деление
Городской округ Фушунь делится на 4 района, 1 уезд, 2 автономных уезда:
| Map | Map                                   | Map                                   | Map            | Map                      | Map                     | Map           | Map                        |
| --- | ------------------------------------- | ------------------------------------- | -------------- | ------------------------ | ----------------------- | ------------- | -------------------------- |
|     |                                       |                                       |                |                          |                         |               |                            |
| #   | Статус                                | Название                              | Иероглифы      | Пиньинь                  | Население (2003, прим.) | Площадь (км²) | Плотность населения (/км²) |
| 1   | Район                                 | Шуньчэн                               | 顺城区         | Shùnchéng qū             | 400 000                 | 277           | 1444                       |
| 2   | Район                                 | Синьфу                                | 新抚区         | Xīnfǔ qū                 | 290 000                 | 30            | 9667                       |
| 3   | Район                                 | Дунчжоу                               | 东洲区         | Dōngzhōu qū              | 350 000                 | 192           | 1823                       |
| 4   | Район                                 | Ванхуа                                | 望花区         | Wànghuā qū               | 370 000                 | 214           | 1729                       |
| 5   | Уезд                                  | Фушунь                                | 抚顺县         | Fǔshùn xiàn              | 190 000                 | 2350          | 81                         |
| 6   | Синьбинь-Маньчжурский автономный уезд | Синьбинь-Маньчжурский автономный уезд | 新宾满族自治县 | Xīnbīn Mǎnzú zìzhìxiàn   | 310 000                 | 4287          | 72                         |
| 7   | Цинъюань-Маньчжурский автономный уезд | Цинъюань-Маньчжурский автономный уезд | 清原满族自治县 | Qīngyuán Mǎnzú zìzhìxiàn | 340 000                 | 3921          | 87                         |

## Экономика

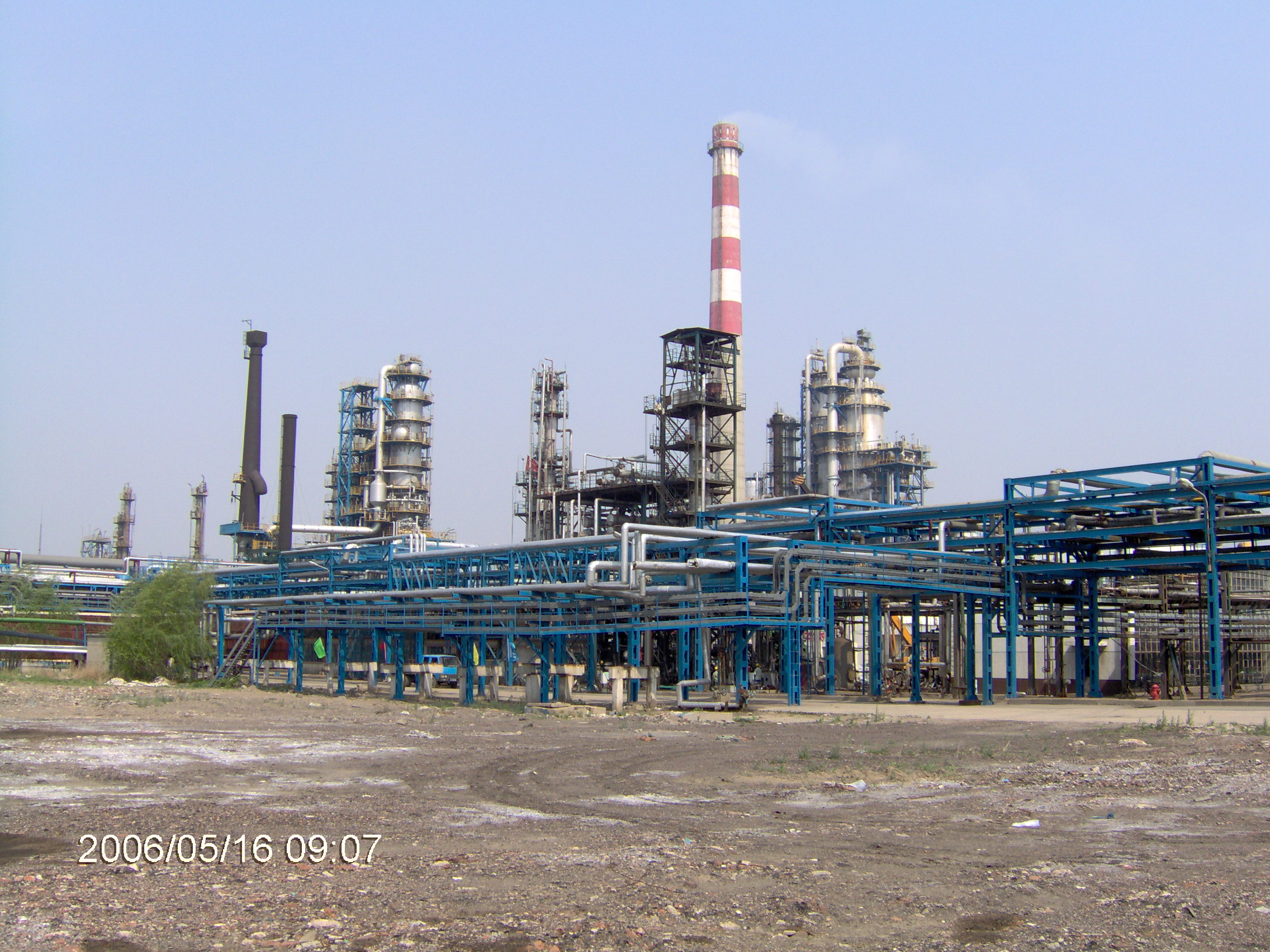
Нефтехимический завод

Каменноугольный кокс добывается открытым способом. В угольном карьере недалеко от Фушуня добывался фушуньский янтарь. Ведется добыча горючих сланцев; имеются нефтехимический комбинат Fushun Petrochemical Company, металлургический комбинат и алюминиевый завод; развиты машиностроение, химическая и цементная промышленность, производство полупроводников (завод компании Hanking Electronics).

## Спорт
В районе Шуньчэн располагается 32-тысячный Стадион Лэйфэн.

## Достопримечательности
- В городе расположена пагода Гаоэршань. Имеется городской музей.
- Построен уникальный 50-и этажный небоскрёб в форме кольца Ring of Life (Кольцо Жизни).
- Фушуньская тюрьма для военных преступников, где с 1950 по 1959 содержался последний император маньчжурской династии Цин Айсиньгёро Пуи